# Дюмон-Дюрвиль, Жюль
Жюль Себастье́н Сеза́р Дюмо́н-Дюрви́ль (фр. Jules Sébastien César Dumont d'Urville; 23 мая 1790[…], Конде-сюр-Нуаро, Королевство Франция — 8 мая 1842[…], Мёдон, Королевство Франция) — французский путешественник, мореплаватель, океанограф, офицер военного флота, учёный-энциклопедист.
В сфере его научных интересов находились энтомология и ботаника, этнография, астрономия, физика и история. Во время путешествий и совершённых им трёх научно-исследовательских кругосветных путешествий провёл множество исследований, среди которых большое значение имеют этнографические, океанографические, природоведческие наблюдения и картографические работы, позволившие уточнить карты берегов Тихого океана. В качестве одного из первооткрывателей побережья Антарктиды французский капитан принадлежит к числу пионеров в изучении этого материка. В результате его тихоокеанских путешествий и исследований впоследствии возникли многочисленные французские колонии. Являлся членом Французского географического общества.
Участвовал в приобретении для Франции скульптуры Венеры Милосской, художественную ценность которой сразу же оценил. Одной из наиболее известных его заслуг является определение места гибели другого знаменитого французского мореплавателя — Жан-Франсуа Гало де Лаперуза.
Погиб 8 мая 1842 года вместе с женой и сыном в Версальской железнодорожной катастрофе, которая была первой во Франции и одной из первых в мире. Автор наименования ряда ботанических таксонов. В честь мореплавателя и его жены назван ряд географических объектов.

## Биография

### Ранние годы
Жюль Себастьен Сезар Дюмон-Дюрвиль родился 23 мая 1790 года в Конде-сюр-Нуаро в департаменте Кальвадос в семье судебного чиновника (бальи). В 1792 году его отец был арестован и предстал перед Революционным трибуналом. Защитником в судебном процессе выступила мать Жюля-Сезара, которая сумела доказать судьям, что больной, полупарализованный шестидесятилетний старик не совершал преступлений против Республики и не представляет опасности. Отец Жюля-Сезара умер в 1797 году, и воспитанием мальчика занялись его мать и дядя, аббат Круазель, каноник в Кане. Мать под влиянием книг Жан-Жака Руссо старалась, чтобы будущий мореплаватель жил ближе к природе, закалялся, бегал босиком, был подвижным и здоровым. Занятия физическими упражнениями ему нравились, и в результате он вырос крепким и выносливым, хорошо плавал. Также ему легко давались любые науки, и были способности к языкам. Жюль-Сезар успешно учился и мечтал овладеть языками, заняться переводами, особенно его привлекали языки Океании.
Окончив гуманитарный факультет Канского лицея, по совету дяди он в 1807 году пытался сдать экзамены в Политехническую школу, но недобрал баллов. В этот период увлекается историей мореплавания, читает многочисленные книги на эту тематику. Позже, вспоминая этот период жизни, он запишет, что пришёл к выводу, что нет ничего более благородного, чем посвятить свою жизнь прогрессу науки: «Именно поэтому мне всегда были больше по сердцу научно-исследовательские плавания, нежели военные походы».
После неудачно сданных экзаменов, несмотря на то, что ему предлагали лучше подготовиться по точным наукам и попробовать поступить в следующем году, в Политехническую школу он уже не вернулся, решив посвятить себя мореплаванию. Начинал с простого матроса, вскоре получил чин гардемарина и назначение в Гавр на корабль ВМФ Франции «Амазонка». Дюрвиль мечтал о путешествии в Индию, куда должен был отправиться его фрегат, но это не осуществилось, так как в этот период порты на французском побережье были блокированы английским флотом. В 1810 году получил звание гардемарина 1-го класса, а два года спустя — лейтенанта. В свободное от службы время посещает морскую библиотеку в Гавре и занимается составлением сравнительной грамматики древнееврейского языка, греческого и латыни. Он усердно изучает и точные науки, уделяя особое внимание математике. В 1815 году женился на Адели Пепен, дочери часовщика, с которой познакомился в магазине её отца.

### Исследования Средиземного и Чёрного морей
В 1819 году Дюмон-Дюрвиль получил назначение на судно «Ля Шевретт», отправляющееся в экспедицию по исследованию гидрографии Средиземного и Чёрного морей. Капитаном судна являлся опытный мореплаватель и гидрограф Пьер-Анри Готье дю Парк (фр. Pierre-Henry Gauttier du Parc). В порученную сферу деятельности Жюля-Сезара входили ботаника, энтомология, археология. В ноябре 1819 года судно, пройдя вдоль берегов Греции, возвращается в Тулон.
После непродолжительного отдыха и пополнения запасов команда «Ля Шевретт» вновь отправляется исследовать Средиземное море. Согласно полученным инструкциям капитану Готье предписывалось приступить к гидрографическим исследованиям пролива Дарданеллы, Мраморного моря, пролива Босфор и Чёрного моря. 16 апреля 1820 года судно прибывает в гавань вулканического острова Милос в Эгейском море. После этого Дюмон-Дюрвиль вместе со своим другом лейтенантом Матеррером отправляется нанести визит вежливости местному французскому консулу Луи Бресту (фр. Louis Brest), от которого морские офицеры узнают, что за неделю до этого греческий крестьянин Иоргос раскопал на острове античную статую. Французский консул, к которому обратился Иоргос с целью продажи находки, не был глубоко сведущ в вопросах искусства и запросил указаний от генерального консула в Смирне, сообщив, что затрудняется в оценке скульптуры: «Одни из видевших её офицеров утверждают, что в ней нет ничего особенного. Другие, наоборот, доказывают, что это — великолепная работа. Если вы хотите, чтобы я приобрёл её за счёт правительства, прошу соответствующих распоряжений». Дюмон-Дюрвиль осмотрел восхитившую его статую, сделал её зарисовки и записи, но запрошенными за неё 350 франками экспедиция не располагала. Через несколько дней «Ля Шевретт» отправилось дальше проводить исследования и зашло в Константинополь, где находилась резиденция французского посла в Османской империи. Проинформированный из Смирны маркиз де Ривьер (фр. marquis de Rivière), который в то время представлял Францию в Константинополе, выслушав сообщение Дюмон-Дюрвиля, приказывает виконту Марцеллюсу (фр. vicomte de Marcellus), являющемуся секретарём посольства, приобрести статую в интересах французского королевства. Последний прибывает на Милос на судне «Л’Эстафетт» (фр. l'Estafette), где узнаёт, что её хотят вывезти турки и они уже внесли за неё плату. После проведения тяжёлых переговоров, чуть было не окончившихся вооружённым столкновением, секретарю французского посольства удаётся завладеть античной статуей и отправить её во Францию. 1 марта 1821 года специально прибывший с этой целью в Париж маркиз де Ривьер преподносит скульптуру в дар королю Людовику XVIII. Таким образом статуя попала во Францию, а впоследствии в Лувр, и стала известна как Венера Милосская. До настоящего времени ведётся полемика по поводу, каково было первоначальное положение отсутствующих рук у скульптуры и при каких обстоятельствах они были утрачены. Одно из важнейших письменных свидетельств в этом вопросе принадлежит именно Дюмон-Дюрвилю. Согласно его воспоминаниям: «Статуя (я обмерил обе её части по отдельности)… изображала обнажённую женщину, которая в левой поднятой руке держала яблоко, а правой придерживала красиво драпированный пояс, небрежно ниспадавший от бёдер до ног». По мнению французского мореплавателя, «все эти атрибуты, казалось бы, вполне подходят к Венере во время суда Париса, но где тогда Юнона, Минерва и красавец пастух?» Это свидетельство продолжается туманной фразой, которая вызывает немало вопросов: «В остальном и та, и другая рука повреждены и в настоящее время отняты от туловища».
В январе 1821 года Дюмон-Дюрвиль читает во Французской академии наук доклад, вызвавший большой интерес. Он рассказывает о находке Венеры Милосской, о произведённых им исследованиях Санторина, его геологических особенностях и флоре. В последующие годы он сделает публикации на эти темы, а пока продолжает заниматься энтомологией и ботаникой под Парижем.

### Первое кругосветное путешествие
В августе 1821 года он получает чин капитан-лейтенанта. В 1822—1825 годах на корвете «Раковина» (фр. La Coquille) вместе со своим другом Луи Исидором Дюперре он совершает кругосветное путешествие. Правительство поставило перед экспедицией цель изучения возможностей основания новых колоний. Моряки побывали на Тенерифе, в Бразилии, открыли острова Клермон-Тоннера, Дюперре, Дюмон-Дюрвиля, исследовали побережье Австралии, Новой Гвинеи, Новой Зеландии, ряд архипелагов и островов Океании, в том числе Таити, затем возвратились домой традиционно через мыс Доброй Надежды. Многие острова, изученные в ходе экспедиции, через несколько десятилетий перешли под контроль Франции. В ходе путешествия Дюмон-Дюрвиль собрал богатую энтомологическую коллекцию, в которой насчитывалось 11 000 насекомых (в том числе 300 совершенно новых видов) и огромный гербарий. Путешествие было удачным, научные итоги были достаточно весомы и отмечены таким авторитетом, как Жорж Кювье. После первого путешествия Дюмон-Дюрвиль получает чин капитана второго ранга.

### Второе кругосветное путешествие
В декабре 1825 года Дюмон-Дюрвиль получил приказ о своём назначении для осуществления кругосветного путешествия, и ему предоставили право подбора команды судна. В инструкциях морского министра была указана одна из важнейших целей путешествия: «Особое значение предпринимаемое Вами плавание приобретёт в том случае, если Вам удастся обнаружить следы пропавшей экспедиции Лаперуза». Второе кругосветное путешествие Дюмон-Дюрвиль начинает 25 апреля 1826 года на судне «Астролябия» с командой из 80 человек. Корвет названный при спуске на воду «Раковина», был переименован в честь одного из судов Лаперуза. До этого поисками пропавшей экспедиции Лаперуза занимались д’Антркасто и англичанин Питер Диллон. За 13 лет до того Диллону попались некоторые предметы, явно принадлежавшие участникам экспедиции Лаперуза. В 1826 году он возобновляет поиски в то же самое время, когда на поиски отправляется Дюмон-Дюрвиль. В 1827 году, когда они оба находятся в Океании, Диллон, услышав о цели Дюмон-Дюрвиля, отправляет ему письмо и назначает свидание на Тикопиа.
Диллону удается найти ещё несколько предметов, принадлежавших французским морякам: кусочек глобуса, детали астрономических приборов, нагели, шипы, обломки цепей, пушку, колокол с маркой мастера Базена из мастерской брестского арсенала, скульптуры с гербом Франции и т. д. Узнав про эти сведения в тасманийском Хобарте, французский капитан, отказавшись от своих дальнейших работ по исследованию побережья Новой Зеландии, решил проверить эту информацию и незамедлительно отплыл на «Астролябии» к острову Ваникоро, куда по предположениям вели все следы пропавшей экспедиции. Ваникоро окружён опасными для судоходства подводными рифами, между которыми Дюмон-Дюрвилю удалось отыскать проход, приведший «Астролябию» в бухту Осили, в которой перед этим побывал Диллон. Что касается места кораблекрушения судна Лаперуза, то оно находилось на противоположной стороне острова, которое показали островитяне. На дне, на глубине нескольких метров, французские моряки обнаружили пушки, ядра, якоря и другие предметы с «Астролябии», а затонувшую «Буссоль» найти так и не удалось. С помощью местных жителей моряки достали отдельные предметы: якорь, пушку, колокол, мушкетон, свинцовые балластины. 14 марта 1828 года французские моряки перед отплытием соорудили памятник из коралловых плит в виде четырёхгранной призмы, на которой была установлена четырёхгранная пирамида, вырезанная из дерева, и дали ружейный салют. 17 марта 1828 года судно под управлением Дюмон-Дюрвиля вышло из коралловых рифов опоясывающих остров и направилось во Францию. 25 марта 1829 года «Астролябия» через Гуам, Маврикий и мыс Доброй Надежды после остановок на островах Святой Елены и Вознесения прибыла в Марсель. Во время этого путешествия были детально изучены берега Новой Гвинеи, Новой Зеландии, архипелага Фиджи, Каролинских и Молуккских островов. В общей сложности экспедиция проделала 25 000 миль. Было определено местоположение по меньшей мере 150 мелких островков в архипелагах Тонга и Фиджи, из которых многие в Европе были неизвестны. Была обследована часть островов из группы Новых Гебрид и подтверждено существование островов Лоялти. Во Францию были привезены 65 карт, зарисовки ландшафтов, портреты островитян, одежда, утварь, оружие, огромный гербарий, коллекции насекомых и минералов. Предстояло обработать огромный материал. Жюль-Сезар провёл ряд ценных океанографических исследований, среди которых выделяются работы по земному магнетизму и морским течениям. Жюль Верн, подводя итоги кругосветного путешествия, писал, что многообразные задачи, которые были поставлены перед экспедицией, были выполнены и «благодаря редкой удаче она достигла почти всего, чего от неё ожидали». По мнению французского писателя: «Изумительное сочетание преданности делу и напряжения всех сил имело результатом огромное количество открытий, материалов и наблюдений во всех областях человеческого знания». Правительство Англии решило все находки Диллона передать Франции, и они были выставлены в Лувре. Вскоре Дюмон-Дюрвиль издал «Путешествие на „Астролябии“» в 14 томах и атлас из 53 карт. В написании его трудов принимали участие и другие члены экспедиции.
По результатам экспедиции французский мореплаватель выступил с целым рядом докладов. 27 декабря 1831 года на одном из заседаний Парижского географического общества Дюмон-Дюрвиль внёс предложение о подразделении Океании на регионы: Полинезия, Микронезия, Меланезия и Малайзия. Термин «Полинезия» впервые был использован французским писателем, историком и этнографом Шарлем де Броссом ещё в 1756 году и поначалу применялся ко всем островам Тихого океана, а Дюмон-Дюрвиль предложил ограничить его использование, применив к одному региону. Так, 5 января 1832 года он выступает на заседании Парижского географического общества и говорит об общих проблемах Океании: географии, истории, происхождении местных народов. По его мнению, Океанию следует разделить на 4 части по антропологическим признакам населяющих её народов: Полинезия и Микронезия (населены людьми с более светлой, желтоватой кожей), Меланезия (проживают темнокожие народы) и Малайзия — западная часть Океании, острова, известные тогда как Ост-Индские. В современной науке пользуются именно этим делением, с поправкой на то, что в состав Океании не включена Малайзия.

### Третье кругосветное путешествие
В 1837 году он готовит третью кругосветку, в связи с чем подаёт её проект министру. По настоянию французского правительства одной из задач путешествия становится исследование Антарктиды. Поисками неизвестной Южной земли занимались уже многие, разговоры о её существовании начались ещё раньше. Кроме того, русские мореплаватели Ф. Ф. Беллинсгаузен и М. П. Лазарев уже открыли Антарктиду в 1820 году. В этот период многие великие державы готовят свои экспедиции к южному материку, что и вызвало изменение целей экспедиции.
В сентябре 1837 года суда «Астролябия» и «Зеле» («Усердный») выходят из Тулона и через три месяца прибывают в Магелланов пролив, где проводятся гидрографические работы, после окончания которых экспедиция направляется на юг в попытке продвинуться через льды к побережью Антарктиды, однако тогда им так и не удаётся обнаружить свободный проход. Попутно экипаж судна проводит гидрографические работы по исследованию Южных Оркнейских островов и восточного берега Южных Шетландских островов. 27 февраля 1838 года, находясь к юго-западу от Южных Оркнейских островов, экспедиция увидела на 63° ю. ш., какую-то землю. Суда обошли её с северо-запада, в ходе чего было установлено, что она состоит из двух гористых островов, которые Дюмон-Дюрвиль назвал землей Луи-Филиппа и островом Жуэнвиль. В начале марта, с учётом позднего времени года и наступлением периода погоды непригодной для навигации в антарктических широтах, было решено покинуть эти воды. Суда после захода в порты Чили прошли в Тихий океан, где были проведены различные исследования тихоокеанских островов.
В конце 1839 года было решено предпринять ещё одно плавание в антарктических водах, предполагая исследовать область к югу от 60-й параллели в секторе между 120° и 160° в. д., а целью этого второго плавания к берегам Антарктиды стали также поиски Южного магнитного полюса и желание опередить экспедиции Чарльза Уилкса и Джеймса Кларка Росса, отправившиеся в ту же область. 1 января 1840 года суда экспедиции покинули порт Хобарт в Тасмании и направились в юго-восточном направлении. Первые льды были встречены две недели спустя на 60° ю. ш., а 20 января была пересечена 66-я параллель, после чего впереди была замечена неизвестная земля. Команде удалось произвести высадку на берег материка и водрузить там французский флаг. В честь жены мореплавателя новооткрытая территория была названа Землёй Адели. Тогда же натуралисты Жак Бернар Омброн и Оноре Жакино изучили многочисленных пингвинов, обитавших здесь, которые получили название пингвинов Адели. После этого суда продолжили следовать вдоль кромки льда, в начале февраля 1840 года вышли из области льдов и отправились продолжать свои исследования в Тихом океане. За несколько дней до этого французы дали название ещё одному восточному побережью материка, лежащему между 130°10' и 136°11' восточной долготы, — Берегу Клари, названному так в честь жены капитана корвета «Зеле» Шарля Гектора Жакино (фр. Charles Hector Jacquinot). В ходе экспедиции инженер-гидрограф Винсендон-Дюмулен провёл первый расчёт магнитного наклонения, локализовал Южный магнитный полюс (23 января 1838) и создал первую карту Земли Адели (1840). Решение о прекращении антарктического плавания далось капитану тяжело, и по этому поводу он изложил свою позицию следующим образом, посчитав свой долг выполненным:
„Астролябия“ и „Зеле“ внесли свою, и достаточно весомую, лепту в географические и геофизические исследования в данном районе. Конечно, в принципе можно было бы продолжить наше продвижение дальше на запад, может быть, даже снова разыскать землю, ибо, как я полагаю, она окружает большую часть Полярного круга и в конечном счёте будет обнаружена теми мореплавателями, которым улыбнётся счастье, или же теми храбрецами, которые на свой страх и риск пересекут окаймляющие её обычно льды. Но я подумал о том, в каком тяжелом состоянии находятся команды, особенно на „Зеле“, и решился.
Вернутся корабли экспедиции в 1840 году изрядно потрёпанные: путешествие было тяжёлым, суда часто требовали ремонта, они не были приспособлены к тяжёлому плаванию во льдах. Вскоре после окончания путешествия будет издана книга «Путешествие к Южному полюсу».

## Поздние годы и гибель
В декабре 1840 года Дюмон-Дюрвилю присваивают звание контр-адмирала. Французское географическое общество награждает его своей высшей наградой — золотой медалью. Он начал готовить в печать материалы о своих исследованиях, но произошёл трагический случай: 8 мая 1842 года поезд, на котором Дюмон-Дюрвиль возвращался из Версаля с праздника в честь короля Луи-Филиппа, близ Мёдона потерпел крушение, возник пожар. В результате первой железнодорожной катастрофы во Франции погибли (сгорели заживо и задохнулись от дыма) десятки людей, в том числе Дюмон-Дюрвиль с женой и сыном.
У него были и другие дети: сын, умерший в раннем возрасте, и дочь, умершая от холеры в Тулоне пяти лет от роду. Дюмон-Дюрвиль был похоронен вместе с семьей на кладбище Монпарнас.

## Память
Дюмон-Дюрвиль пользуется известностью не только как крупный мореплаватель, совершивший три кругосветных путешествия. Так, большое значение имеют его этнографические, океанографические, природоведческие исследования и картографические работы, позволившие уточнить карты берегов Тихого океана. В. Г. Белинский во вступительной статье к изданию «Путешествие Дюмон-Дюрвиля…» отмечал его роль как популяризатора науки. По словам русского критика, эта работа является народной, для всех доступной, которая способна удовлетворить как «самого привязчивого, глубоко учёного человека, и простолюдина, ничего не знающего». По мнению Белинского, в этом труде «заманчивость и прелесть его описаний не дают оторваться от книги, когда возьмешь её в руки». В качестве первооткрывателя Земли Адели французский капитан принадлежит к числу пионеров изучения Антарктиды. В результате его тихоокеанских путешествий возникли многочисленные французские колонии. Открытая им Земля Адели в настоящее время представляет собой сектор Антарктики, на который претендует Франция, и является административным округом её Южных и Антарктических территорий.
В Кане, где прошли детские и юношеские годы Дюмон-Дервиля, ему установлен бронзовый памятник, там же его имя носит лицей. В его честь также названы: одна из улиц в 8-м округе Парижа, гора на острове Окленд, один из островов архипелага Жуэнвиль у оконечности Антарктического полуострова, остров у северной оконечности острова Южный (Новая Зеландия), гора на Антарктическом полуострове, 720-метровая ледяная стена на леднике Дэвида на Земле Виктории в Антарктиде, ледник на острове Гранд-Тер в архипелаге Кергелен, мыс на острове Новая Гвинея. Он сам назвал открытую им землю в Антарктиде в честь своей жены Землёй Адели, а австралийский полярник Дуглас Моусон впоследствии назвал море, омывающее эту землю, морем Дюрвиля. С 1956 года здесь ведёт работу французская антарктическая станция Дюмон д’Юрвиль.